# Lucrezia Agujari

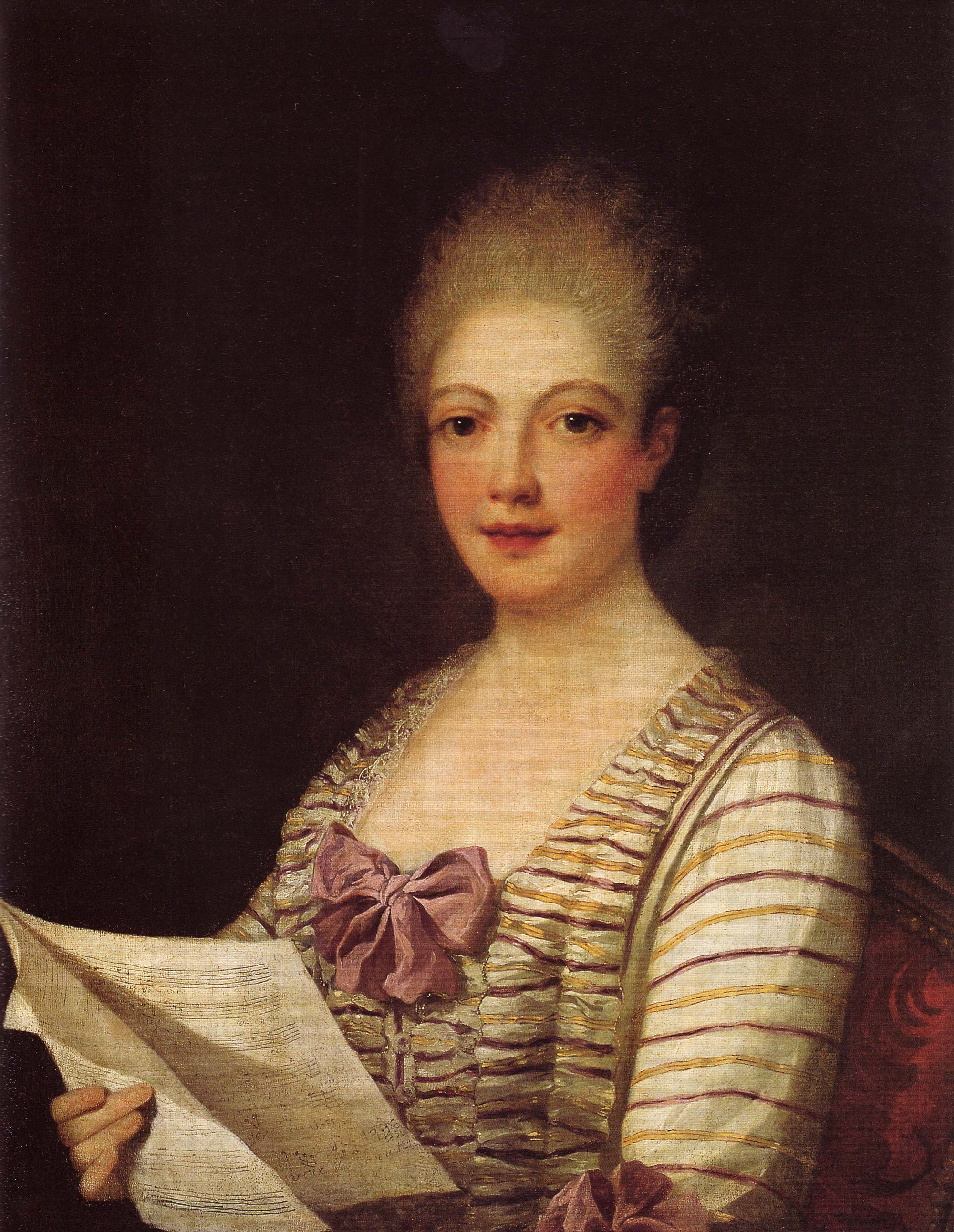
Lucrezia Agujari

Lucrezia Agujari, auch Lucrezia Aguiari, (* 1743 in Ferrara; † 18. Mai 1783 in Parma) war eine italienische Opernsängerin der Stimmlage Sopran, deren Stimme eine außergewöhnliche Höhe erreichte.
Agujari hatte zunächst bei Brizio Petrucci in Ferrara studiert. Sie trat 1764 zum ersten Male öffentlich in Florenz auf. Später trat sie auch in London auf. Wolfgang Amadeus Mozart hörte sie 1770 in Parma und bezeugte, dass sie das viergestrichene c sang. 1780 zog Agujari sich von der Bühne zurück. Sie heiratete den Kapellmeister Colla aus Parma. Anschließend führte sie nur noch dessen Werke auf.
Agujari war unter den nicht schmeichelnden Spitznamen La Bastardella und La Bastardina bekannt. Man erzählte sich, dass sie das uneheliche Kind von Leopoldo Agujari oder von dessen Frau mit dem Marchese Bentivoglio war. Eine andere Namenserklärung behauptete, dass sie ein verstoßenes Kind war, das von Agujari aufgezogen wurde. Infolge ihres ausgeprägten Hinkens erzählte man sich, dass sie in der frühen Jugend von einem Hund oder einem Schwein an Fuß, Bein oder Hüfte angefressen worden sei.